# Torre del Clavero
La Torre del Clavero constituye uno de los más típicos y conocidos monumentos de la ciudad de Salamanca, en España. Aunque no está muy bien documentado y está falto de una monografía concreta. No existe entre los historiadores acuerdo de quien la mandó construir, esta torre gótica es una de las mejor conservadas en la península. Por un lado, hay autores como Villar y Macias que piensa que su promotor fue el señor Baño, Clavero en 1470 (persona que custodiaba llaves y archivos de la orden de Alcántara), de ahí su nombre, o se piensa, que fue mandada construir por Francisco Soto Mayor perteneciente a la orden mencionada. Por otro lado, hay quien cuenta que fue mandada construir por Diego de Anaya, también perteneciente a la misma orden de Alcántara, esta tesis es defendida  por el investigador González Dávila y Dorado. (Patrimonio) (M, 1983).
Bien es verdad que los emblemas heráldicos de ambos decoran y condecoran sus muros.
La Torre del Clavero fue erigida en la segunda mitad del siglo XV, aunque hay cierta controversia en cuanto su función si era una torre defensiva o fuera un elemento integrante de un palacio en la segunda mitad del siglo XV.
Aunque su altura es escasa para ser defensiva, algunos autores suponen que la torre estaba adosada a una construcción civil, si así fuera seguiría una construcción típica de las construcciones urbana, así el profesor Edward Cooper señala que pudo ser una imitación reducida del Castillo Cordobés de Belalcázar cuya torre es prácticamente igual y con la que hay lazos existentes. Otros autores, como Álvarez Villar piensan que su disposición y altura no permite imaginar ningún tipo de defensa. De nuevo en el siglo XV se verá su condición de promoción nobiliaria, aunque no debemos olvidarnos del importantísimo Patronato de la Universidad existente en el momento
La Torre del Clavero es Declarada Monumento artístico- artístico con fecha 03/06/1931 perteneciente al Tesoro Artístico Nacional publicado en el Boletín Oficial del Estado nº, 155 en la Gaceta de Madrid el 4 junio de 1931, aunque bien es verdad que en el Catálogo de Patrimonio en la lista de Monumentos Declarados  aparece como Bien de interés Cultural de Castilla y león viene declarado (BIC) con esa misma fecha el 03/06/1931 con la especial protección que conlleva

## Historia
La Torre del Clavero reúne el interés de” la fortaleza militar o torre señorial “unido a la belleza constructiva del siglo XV. La torre es de planta cuadrada con unos 28 metros de altura. A unos veinte metros de la torre adquiere forma octogonal, adornado en cada lado con un tambor semicilíndrico coronado por un escudo de armas.
En cada uno de los 8 lados tiene una garita (torre semicilíndrica) decorada con labores de cestería y con los escudos de armas. Su cornisa está decorada con arcos y modillones, en su interior tiene cinco pisos a los que se accede por una escalera de caracol.
“Siguiendo lo habitual en el remate de las torres nos encontramos con cubos cilíndricos, acabados con grandes garitones que matan las esquinas, estos modelos, como ya apuntaba Portilla Vitoria, en los últimos momentos suelen ser macizos que los interpreta como elementos simbólicos o incluso recuerdo de las primitivas torres. Estos garitones se apilan en gruesas molduras curvas y en disminución, muy habituales en los modelos castellanos. Una serie de arcos ciegos decoran la parte superior, Su ejecución es de sillería en las esquinas y mampostería en el resto.”.
La torre combina elementos Góticos y Renacentista añadidos con posterioridad, destacando por su imponente presencia en el perfil urbano de Salamanca. La torre se eleva  ofreciendo vistas impresionantes de la ciudad y alrededores. Además de su relevancia histórica, la Torre del Clavero es parte del Patrimonio de la Humanidad por la Unesco desde 1988, junto con el casco antiguo de Salamanca.
En cuanto a su historia, la torre fue erigida en el siglo XV, en aquel triste periodo la ciudad quedó dividida en dos grandes bandos; el de Santo Tomé de los Monroy y el de San Benito de los Manzano. Junto a la Torre del Aire, es representativa de lo mejor de las fortificaciones urbanas edificadas por la nobleza salmantina a lo largo de esta centuria. Era la torre de una casa señorial en una época que los señores competían en prestigio por tener las torres más altas, Bien es verdad que la torre libró del desmoche de las almenas por parte de los Reyes Católicos. La torre estaba en una zona de la ciudad donde abundan las casonas y palacios, cercana a la de los Anaya y la torre de Abrantes. Esta correspondía a la feligresía de san Adrián, cuya iglesia quedaría unida más tarde, mediante un pasadizo de amplia arcada, al palacio Orellana y dejaba pasar en medio de lo que hoy es la calle San Pablo.
La torre en el 1771 pertenecía a Don García Golfín del Águila, año en el que se realizan obras de restauración. Cerca de finales de 1839 se derribó el colegio de San Carlos de los Clérigos Menores. Unos años más tarde, en la década de los 50 se produjo el derribo de la iglesia de San Adrián, por lo que quedó una explanada alrededor..
En 1867 la Casa Palacio era propiedad del Marqués de Santa Marta, Enrique Pérez de Guzmán el Bueno, un aristócrata y político republicano dueño de los Baños de Ledesma, que inició una nueva construcción adosada a la torre. Luego pasó a ser propiedad de la Diputación de Salamanca.
En la segunda mitad del siglo XIX se colocó una linterna o mirador sobre la plataforma superior de la Torre que permitirá la iluminación y ventilación de la construcción mediante ventanales, en junio de 1867 La Comisión Provincial de Monumentos de Salamanca solicitó al propietario la demolición de esta linterna por deslucir el conjunto arquitectónico. Esto no prosperó y la linterna quedó en el lugar.  Así Pedro Antonio de Alarcón, quien en 1833 afirma en su “Viajes por España “ que dicha torre pertenecía antes a un extenso edificio, pero hoy se ha quedado aislada y sola.
En septiembre de 1885, se produjo el hundimiento del piso alto de la Torre del Clavero con el mirador allí instalado, si bien no causó la ruina de la torre.
En 1892, con motivo del IV centenario del descubrimiento de América, se urbanizó la plaza Colón y en 1893 se levantó una estatua en honor del descubridor, en 1943 el Marqués de Santa Marta cedió la Torre al Ayuntamiento de Salamanca y posteriormente a la Diputación de Salamanca. En 1971 se abrió la puerta de entrada en la calle Consuelo ya que anteriormente se entraba por el edificio anexo mediante un vano que con posterioridad se cegaría.
En 1979 siendo alcalde Jesús Málaga creó el programa “Salvar a un monumento cada año “y la Torre del Clavero se beneficiaría de ello, empezaron las obras para la instalación del Museo de la Ciudad ocupando las cinco plantas de la torre.
En 1987 se instala el centro de Documentación Europeo de la Universidad de Salamanca, más tarde a la asociación iberoamericana de postgrado, aunque luego esta asociación se trasladó al ala este de la plaza Mayor y la Torre de Abrantes antes de ocupar la Hospedería Fonseca.
En 2002 hubo una restauración por parte de la Junta de Castilla y León por lo que estuvo mucho tiempo vacía y sin uso.
Ya por último será la sede del Centro de Estudios Salmantinos y el edificio anexo será la sede del Instituto de Identidades de la Diputación de Salamanca y una emisora de radio durante algún tiempo. 

### En la actualidad
Como hemos podido observar es parte importante del entramado artístico y arquitectónico del centro histórico de la ciudad de Salamanca, hay que destacar que es visitada diariamente por muchos turistas al estar en el centro de la ciudad y al lado de las actuales dependencias judiciales de la ciudad. En la actualidad esta torre es lo que ha quedado del Palacio primitivo y se encuentra ubicada enfrente de la casa de los Churriguera transformada en el actual Colegio de Abogados de la ciudad. Así, recientemente se ha procedido a una restauración del patio. las cristaleras y la madera del edificio anexo.
Circulan diferentes leyendas de la ciudad en las cuales la Torre el Clavero tendrá bastante protagonismo.

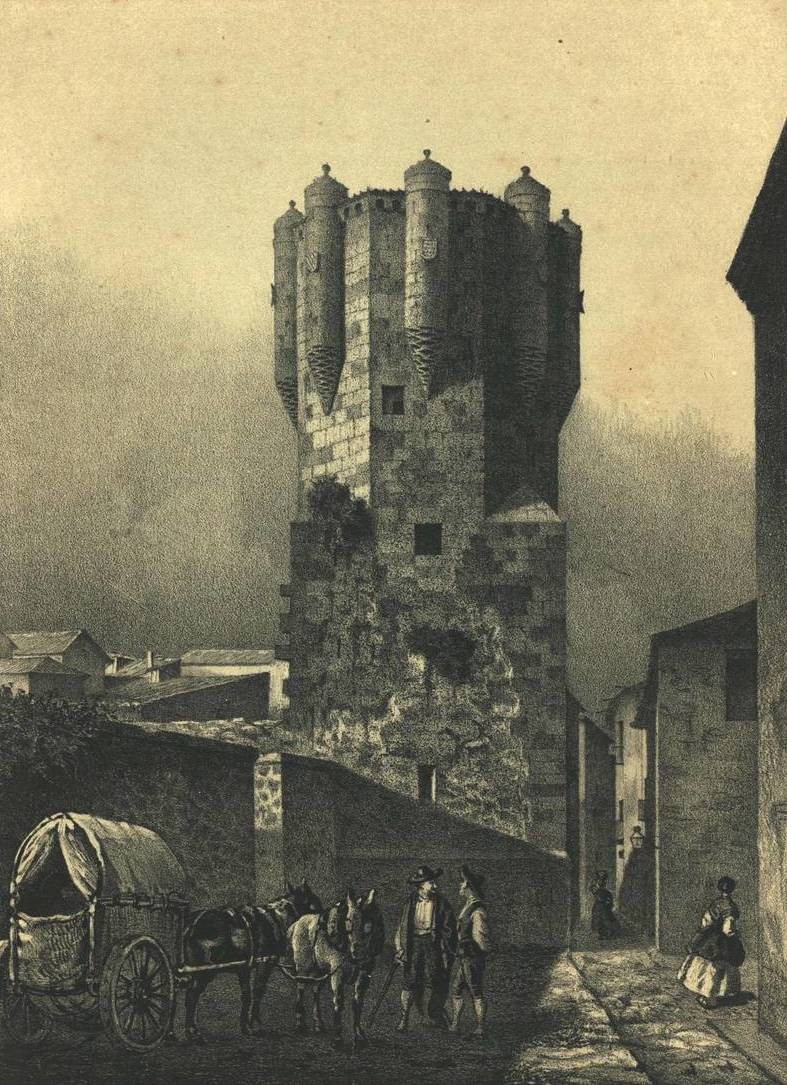
Torre del Clavero, por Francisco Javier Parcerisa.